# Biophilia
Biophilia (рус. Биофилия) — седьмой студийный альбом исландской певицы Бьорк. Он был выпущен 5 октября 2011 года лейблом One Little Indian Records и распространялся компанией Nonesuch Records в Северной Америке и Universal Music Group в других странах мира. Бьорк сочинила его как концептуальный альбом во время исландского финансового кризиса 2008—2011 годов, исследуя связи между природой, музыкой и технологией. Объявленный как первый «альбом-приложение», Biophilia — это мультимедийный проект, выпущенный вместе с серией приложений, связывающих темы альбома с концепциями музыковедения. За ним последовала серия учебных семинаров на четырёх континентах.
Четыре сингла были выпущены до выхода альбома в 2011 году. «Crystalline», спродюсированный совместно с английским дабстеп-дуэтом 16bit, был выпущен в качестве ведущего сингла 28 июня 2011 года в сопровождении музыкального клипа, снятого давним соавтором Мишелем Гондри. За ним последовали синглы «Cosmogony», «Virus» и «Moon». Бьорк продвигала альбом в рамках тура Biophilia Tour, который начался на Международном фестивале в Манчестере в июне 2011 года и завершился в сентябре 2013 года. Бонус-трек к делюкс-изданию Biophilia, композиция «Náttúra», была выпущена в виде цифрового сингла в 2008 году, примерно в то же время, когда начался проект Biophilia. «Náttúra» была добавлена как часть серии бонус-треков после ранней утечки альбома в интернете за несколько недель до даты его выхода.
Biophilia получила признание критиков и была названа одним из лучших альбомов 2011 года несколькими изданиями; она была номинирована на две премии на 55-й ежегодной церемонии вручения наград «Грэмми» в 2013 году, выиграв в номинации «Лучшая упаковка записи». Пластинка также дебютировала в топ-40 каждого чарта, в который он вошёл по всему миру, возглавив тайваньский чарт и достигнув вершины в топ-5 в Исландии, Франции и Дании. В 2014 году Biophilia стала первым приложением, включённым в постоянную коллекцию Музея Современного Искусства в Нью-Йорке.
За выпуском Biophilia последовали две серии ремикс-версий песен с альбома в 2011 и 2012 годах, собранные в ремикс-альбоме Bastards (2012 г.), а также музыкальные клипы на песни «Moon», «Crystalline», «Hollow» и «Mutual Core». Запись альбома была задокументирована в двух частях: в виде фильма «Когда Бьорк познакомилась с Аттенборо» 2013 года, и в виде концертного фильма снятое с живого выступления 2014 года под названием Biophilia Live.

## Концепция
Biophilia задумывалась как мультимедийное исследование вселенной и её физических сил, в частности, той её части, где встречаются музыка, природа и технологии. Вдохновением для проекта и предметом изучения стали соотношения между музыкальными структурами и природными явлениями от атомов до космоса.. «Я взяла десять понятий из мира музыки: гаммы, ритм, аккорды и прочее — и выбрала десять явлений природы, которые им лучше всего соответствуют». У каждой песни есть соответствующие музыкологическим терминам и природным явлениям подзаголовки, например, для «Thunderbolt» («Удар молнии») это «Lightning» (молния) и «Arpeggio», а собственно арпеджио этой песни имеет форму молнии. Песня «Moon» («Луна») повествует о лунных циклах и их влиянии на нашу планету, а секвенции этой песни также напоминают лунные циклы.
Реализация проекта потребовала от Бьорк больших подготовительных усилий, чем какой-либо из её предыдущих альбомов. Среди просмотренных документальных фильмов и прочитанной научной литературы Бьорк особо выделяет влияние книги Оливера Сакса «Музыкофилия».
Первоначально Бьорк предполагала представить исследовательскую часть Биофилии как дом-инсталляцию, с комнатой для каждой песни, который затем мог бы отправиться в турне. Затем она собиралась сделать 3D IMAX фильм, этот проект был даже частично реализован совместно с Мишелем Гондри, но потом заморожен. Выход iPad в 2010 году позволил ей переосмыслить эту идею и представить своё видение в более практичной форме. Новая концепция предполагала выпуск серии из десяти приложений для iPad, сведённых в альбом основным приложением.

## Создание
В интервью по поводу выхода альбома Biophilia Бьорк сказала, что в отличие от предыдущих альбомов, Biophilia более структурирован. Именно то обстоятельство, что Бьорк его начала создавать предварительно продумав строение, помогло ей понять какие музыкальные краски и оттенки могут быть использованы. 
В работе над композициями Бьорк использовала компьютерные технологии со встроенными сенсорными экранами. Среди использованных ей систем имелись такие продвинутые устройства как Реактейбл и JazzMutant Lemur. Когда она начинала работу, то ещё не предполагала, что в дальнейшем её песни сами превратятся в приложения для устройства с сенсорным экраном — большинство песен были написаны ещё до анонса iPad.
Для многих песен Бьорк использовала нестандартный тактовый размер. Например, «Hollow», «Crystalline» и «Moon» написаны в размере 17/8, а «Mutual Core» в размере 5/4.

## Специальные инструменты

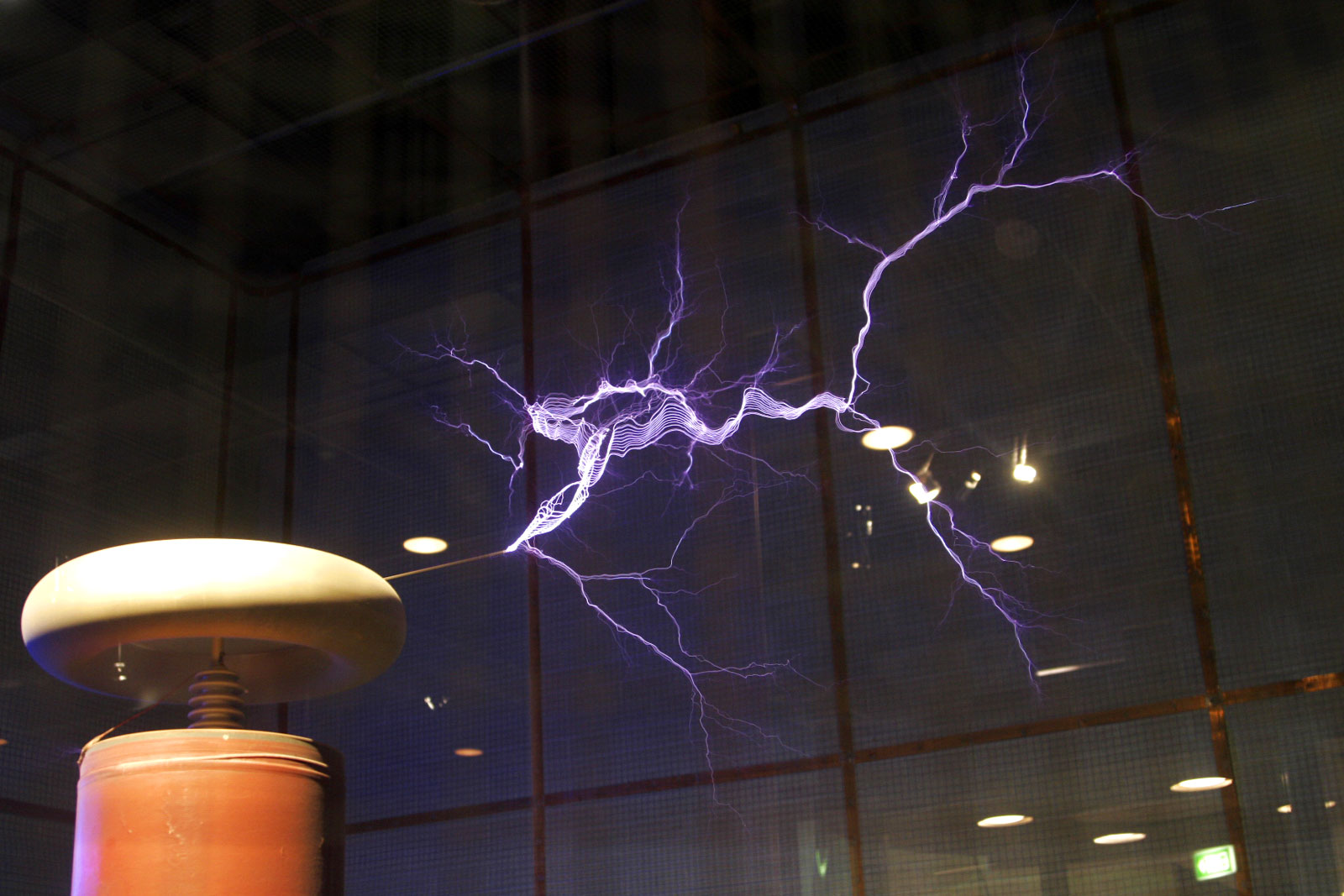
Необычные инструменты были использованы для создания композиций альбома. Так катушка Теслы послужила музыкальным инструментом для записи «Thunderbolt»

Для записи альбома были созданы «специальные» инструменты. Катушка Теслы используется в качестве музыкального инструмента в песне «Thunderbolt», а контролируемый интерфейсом MIDI орган в песне «Mutual Core». «Sharpsichord», разработанная Генри Даггом, представляет собой огромное металлическое устройство с граммофоном и 11 000 дырочек для смены цилиндров. Штифты, на которые устанавливают цилиндры, при вращении задевают за струны инструмента и рождается звук. Использовались также придуманные Бьорк «Gameleste» и гравитационная арфа («Pendulum Harp» или «Gravity Harp»). «Gameleste» — ударный инструмент, представляющий собой сочетание традиционного индонезийского инструмента гамелана и челесты. «Гравитационная арфа» состоит из четырёх роботических маятников Фуко, в каждом из которых спрятана 11-струнная арфа. На арфах можно исполнять заранее запрограммированные мелодии или играть вживую с помощью специального программного обеспечения. Маятники подвешены на высоте шести метров и качаются взад-вперёд, подчиняясь командам компьютера.
В дальнейшем все инструменты использовались во время концертного тура. В 2015 году они выставлялись на ретроспективной выставке Бьорк в музее современного искусства Нью-Йорка.

## Приложение
Biophilia для iPad включает в себя около десяти отдельных приложений, которые размещены в одном главном приложении. Каждое из небольших приложений соотносится с треком с альбома, позволяя людям исследовать и взаимодействовать с темой песни или даже сделать совершенно новую её версию. Приложение обновлялось до тех пор, пока не вышли все треки альбома. Каждое приложение включает в себя игры, связанные с песней. При воспроизведении песни через приложение в виде анимации отображаются использующиеся в ней инструменты или исполняемые ноты, которые сопровождаются строкой со словами песни. Партитуры песен созданы Бьорк и Йонасом Сеном, анимация и музыкальные эссе написаны Никки Дайбином. Скотт Снайбб также стал исполнительным художником, который был выбран певицей ещё летом 2010 года для создания приложений, а также слайдов для живых выступлений (скомбинированных с изображениями National Geographic, смонтированных в реальном времени на планшетных компьютерах на сцене), описывает, как Бьорк увидела возможности использования приложений, а не как отдельно от музыки, но и как жизненно важный компонент всего проекта.
Во время проигрывания песни «Virus» приложение изображает крупным планом вирус, нападающий и захватывающий клетку, Снайбб характеризует видеоряд как: «Подобие любовной истории между вирусом и клеткой. И, конечно, вирус любит клетку так, что это разрушает её». Интерактивная игра подразумевает, что пользователю необходимо остановить атаку вируса, и если он успешно это сделает, то песня останавливается. Для того чтобы услышать всю песню, игрок должен позволить вирусу разрушить клетку.
Над созданием приложений работали студии и дизайнеры M/M Paris, Sjón, Kodama Studios, Touch Press, Relative Wave, Скотт Сниббе, Никии Дибен, Стивен Малиновски, Джон Саймон-младший и другие.

## Релиз
Альбом вышел как в виде приложения, так и в традиционных форматах на виниле и дисках. Было выпущено два специальных издания: «Manual Edition» в виде книги с дополнительным концертным диском (live at Manchester International Festival) и «Ultimate Art Edition» тиражом 275 экземпляров, представляющий собой Manual Edition в специальном деревянном боксе с 10 камертонами, каждый из которых настроен на тон одного из треков Биофилии.
Версии песен для приложения отличаются от версий традиционного альбома.
В 2013 году приложение было портировано для устройств на базе Android.

## Реакция
| Совокупная оценка | Совокупная оценка |
| Источник          | Оценка            |
| ----------------- | ----------------- |
| AnyDecentMusic?   | 7.8/10            |
| Metacritic        | 79/100            |
| Оценки критиков   |                   |
| Источник          | Оценка            |
| Drowned in Sound  | 8/10              |
| NME               | 9/10              |
| Pitchfork         | 6.2/10            |
| PopMatters        | 8/10              |
| AllMusic          | [ 27 ]            |
| Rolling Stone     | [ 28 ]            |
| Slant Magazine    | [ 29 ]            |
| The Telegraph     | [ 30 ]            |
| Tiny Mix Tapes    | [ 31 ]            |
| Q                 | [ 32 ]            |

Альбом был хорошо принят критиками. На Metacritic рейтинг альбома составляет 79 на основе 37 рецензий что означает в целом положительные рецензии. Майк Дайвер из BBC Music описал альбом как «завораживающий и удивительный, изобретательный и полностью уникальный; от художника, не имеющего себе равных». Daily Telegraph назвали его диском недели и описали как «умышленно странный, но на удивление доступный, гипнотический и красивый, при условии, что вы уделите ему время и внимание». Журнал NME назвал альбом «чудесной квинтэссенцией идей, весёлых и серьёзных; запись, всецело принадлежащая оригинальному артистизму Бьорк, так, что никто не может даже надеяться когда-либо повторить это».
Тем не менее, некоторые критики остались недовольны работой, обвинив Бьорк в излишней концептуальности, минимализме и отсутствии интереса к написанию поп-песен; также указывалось, что попытка теоретизировать творческий процесс оказала негативное влияние на результат.
Нью-йоркский Музей современного искусства пополнил свою коллекцию мобильным приложением. Специалисты музея планируют выставлять его наравне с другими экспонатами. Отмечается, что приложения для альбома Biophilia стали первыми произведениями в своей категории, которые были включены в состав постоянной коллекции MoMA. По словам Паолы Антонелли, старшего куратора музея, «Biophilia — это по-настоящему инновационный подход к тому, как люди могут слушать музыку. Это сочетание вовлечённости и визуальности, пришедшее на смену пассивному прослушиванию песен».
Biophilia была номинирована на премию Грэмми за Лучший альтернативный альбом (шестая номинация Бьорк в этой категории) и Лучшее оформление релиза, а также на премию Nordic Music Prize за Лучший альбом года. Бьорк получила награду За выдающийся вклад в музыку от Ассоциации независимой музыки (AIM Independent Music Awards) и Награду за инновации от Гильдии музыкальных продюсеров. Также Бьорк была номинирована на премию Brit Awards как Лучшая международная исполнительница (её седьмая номинация) и на премию Q Awards как Величайший акт за последние 25 лет. На церемонии вручения Webby Awards, получая награду Артист года, Бьорк произнесла «речь» из пяти гласных «A E I O U».. Ей были также вручены награды Цифровой гений от O Music Awards и Lifetime Achievement от Lovie Awards. На Исландских музыкальных наградах Бьорк получила 5 номинаций, выиграв две из них: Певица года и Выступление года. Видеоклипы к альбому также завоевали многочисленные номинации и награды, в частности, видео на песню «Mutual Core» выиграло Лучшие визуальные эффекты на Antville Music Video Awards и Голос народа на Webby Awards в результате голосования онлайн. Apple включило Biophilia в пять лучших приложений 2011 года.

## Образовательная программа
Альбом-приложение является частью некоммерческого проекта Образовательная программа «Biophilia», включающего, помимо приложения, также специально разработанные междисциплинарные учебные пособия, наушники, USB-микроскопы и генератор Ван де Граафа и «позволяющего познавать науку на основании музыки и наоборот».
Программа создавалась певицей в партнерстве с исследователями и преподавателями Скандинавии. Главной задачей проекта является «вдохновить детей на изучение их собственной креативности и узнать больше о музыке и науке через новые технологии». Образовательная программа Бьорк начиналась как серия семинаров в Исландии, в 2012-м переместившаяся в Нью-Йорк. Программа была с успехом запущена в Париже, Осло, Сан-Паулу, Буэнос-Айресе, Манчестере, Лос-Анджелесе и Сан-Франциско. Департамент образования Рейкьявика принял решение включить программу Biophilia в учебный план всех школ. В 2014 году программа официально вошла в образовательные программы школ нескольких стран Северной Европы.

## Концерты-резиденции
В рамках проекта Biophilia была проведена серия специальных концертов-резиденций. Бьорк надолго задерживалась в каждом городе, проводя в каждом до десяти концертов подряд и параллельно организуя семинары образовательной программы. Резиденции имели место в Манчестере, Рейкьявике, Нью-Йорке, Буэнос-Айресе, Париже, Калифорнии и Токио. Особенностью этих выступлений являлась круглая сцена, размещённая в центре зала, вокруг которой располагались зрители.
Помимо резиденций, были проведены и обычные концерты в рамках фестивалей, в частности, Бьорк выступила хедлайнером таких фестивалей как Roskilde, Lollapalooza, Fuji Rock, Pitchfork, Open’er, Flow и более десятка других.
В июле 2012 года Бьорк должна была выступить на фестивале «Пикник Афиши» в России. Однако, это и ряд других выступлений были отменены из-за проблем с голосовыми связками.

#### Концертное видео
В 2014 году был выпущен фильм-концерт Björk: Biophilia Live, записанный в Александра-палас Лондона в сентябре 2013 года. Фильм вышел в российский прокат 25 октября 2014 года. В конце года запись фильма была выпущена для домашнего просмотра на DVD и Blu-ray.

## Синглы
Было выпущено несколько клипов на песни с альбома и синглов в цифровом формате:
- «Crystalline» — ведущий сингл альбома, выпущен 27 июня 2011 года. Видео, режиссированное Мишелем Гондри, вышло 25 июля.
- Второй сингл, «Cosmogony», был выпущен 19 июля.
- Третий сингл, «Virus», выпущен 9 августа только на iTunes.
- Четвёртый сингл, «Moon», вышел 6 сентября. Видео, режиссированное Бьорк и M/M Paris, вышло 23 сентября.
- 2 ноября вышла запись концертного выступления «Thunderbolt» на Манчестерском фестивале.
- 6 марта 2012 года был выпущен клип «Hollow», режиссированный аниматором Дрю Берри.
- 13 ноября вышло музыкальное видео на песню «Mutual Core», снятое Эндрю Томасом Хуангом для музея современного искусства Лос-Анджелеса. В марте 2013 года каждую ночь за три минуты до полуночи видео демонстрировалось на 15 экранах в Таймс-сквер, как часть инсталляции «Полуночный момент»[57].

На физических носителях в 2011 году была выпущена серия «The Crystalline Series» на четырёх винилах и дисках, содержащая ремиксы на Crystalline и Cosmogony.

В 2012 году вышла серия «Biophilia Remix Series», состоящая из восьми частей, каждая на двух винилах и двух дисках.

Лучшие из ремиксов были отобраны Бьорк для сборника ремиксов «Bastards», вышедшего 19 ноября 2012 года.

## Список композиций
У каждой песни существует подзаголовок. В то время как некоторые подзаголовки относятся к физическим явлениям, связанным с песней, другие могут относиться к музыкальным ресурсам, также связанным с этими физическими явлениями.
| №   | Название                                        | Текст песни                  | Музыка               | Продюсер     | Длительность |
| --- | ----------------------------------------------- | ---------------------------- | -------------------- | ------------ | ------------ |
| 1.  | «Moon» (Lunar cycles, sequences)                | Björk                        | Björk, Damian Taylor | Björk        | 5:45         |
| 2.  | «Thunderbolt» (Lightning, arpeggios)            | Björk, Oddný Eir Ævarsdóttir | Björk                | Björk        | 5:15         |
| 3.  | «Crystalline» (Structure)                       | Björk                        | Björk                | Björk, 16bit | 5:08         |
| 4.  | «Cosmogony» (Music of the Spheres, equilibrium) | Björk, Sjón                  | Björk                | Björk        | 5:00         |
| 5.  | «Dark Matter» (Scales)                          |                              | Björk, Mark Bell     | Björk        | 3:22         |
| 6.  | «Hollow» (DNA, rhythm)                          | Björk                        | Björk                | Björk        | 5:49         |
| 7.  | «Virus» (Generative music)                      | Björk, Sjón                  | Björk                | Björk        | 5:26         |
| 8.  | «Sacrifice» (Man and Nature, notation)          | Björk                        | Björk                | Björk        | 4:02         |
| 9.  | «Mutual Core» (Tectonic plates, chords)         | Björk                        | Björk                | Björk        | 5:06         |
| 10. | «Solstice» (Gravity, counterpoint)              | Sjón                         | Björk                | Björk        | 4:41         |

| №   | Название                             | Автор(ы)         | Длительность |
| --- | ------------------------------------ | ---------------- | ------------ |
| 11. | «Hollow» (original 7-minute version) | Björk            | 7:07         |
| 12. | «Dark Matter» (with Choir & Organ)   | Björk, Mark Bell | 3:25         |
| 13. | «Náttúra»                            | Björk            | 3:50         |
| 14. | «The Comet Song» (Japan only)        | Björk, Sjón      | 2:23         |

| №   | Название                | Автор(ы)                     | Длительность |
| --- | ----------------------- | ---------------------------- | ------------ |
| 1.  | «Thunderbolt»           | Björk, Oddný Eir Ævarsdóttir | 5:28         |
| 2.  | «Moon»                  | Björk, Damian Taylor         | 6:22         |
| 3.  | «Crystalline»           | Björk                        | 5:26         |
| 4.  | «Hollow»                | Björk                        | 6:06         |
| 5.  | «Dark Matter»           | Björk, Mark Bell             | 3:21         |
| 6.  | «Hidden Place»          | Björk                        | 5:52         |
| 7.  | «Mouth's Cradle»        | Björk                        | 4:31         |
| 8.  | «Virus»                 | Björk, Sjón                  | 5:47         |
| 9.  | «Sonnets/Unrealites XI» | Björk, E. E. Cummings        | 2:29         |
| 10. | «Where Is the Line»     | Björk                        | 4:58         |
| 11. | «Mutual Core»           | Björk                        | 5:19         |
| 12. | «Cosmogony»             | Björk, Sjón                  | 5:24         |
| 13. | «Solstice»              | Björk, Sjón                  | 4:41         |
| 14. | «One Day»               | Björk                        | 5:27         |
| 15. | «Náttúra»               | Björk                        | 2:54         |

## Комментарии
1. ↑  Официально Biophilia считается её седьмым альбомом[4]. Тем не менее, технически это восьмой сольный альбом, если иметь в виду её одноимённый релиз 1977 года, или девятый, считая её джазовую пластинку 1990 года Gling-Gló.